# Czeladź
Czeladź là một thị trấn nằm trong Zagłębie Dąbrowskie thuộc tỉnh Silesian, miền nam Ba Lan, gần các thành phố Katowice, Sosnowiec, Będzin và Siemianowice Sląskie. Từ năm 1975 - 1998, thị trấn thuộc quyền quản lý của tỉnh Katowice, kể từ năm 1999 đến nay, nó nằm trong địa phận tỉnh Silesian. Thị trấn nằm ở cao nguyên Silesian, trên sông Brynica (phụ lưu của sông Vistula), đây là trung tâm đô thị lâu đời nhất của Wapłębie Dąbrowskie. Tổng diện tích của thị trấn là 16,38 km². Tính đến năm 2008, dân số của thị trấn là 34.071 người với mật độ 2.100 người/km².

## Lịch sử
Thị trấn Czeladź xuất phát từ một ngôi làng được thành lập vào năm 1228. Năm 1243, ngôi làng (được đánh vần là Celad) được nhắc đến trong một tài liệu của Hoàng tử Konrad Mazowiecki, nó đã bị phá hủy vào năm 1241, trong cuộc chiến tranh giữa Mông Cổ và Ba Lan. Ngôi làng từng thuộc về một tu viện ở Staniątki. Vào năm 1260, Hoàng tử Władysław của Opole đã quyết định mua ngôi làng cùng với nhà thờ giáo xứ ở đây. Hai năm sau, Czeladź được bán cho một tu viện ở Henryków và được trao quyền Magdeburg. Thị trấn vẫn nằm trong lãnh thổ của Silesian, nhưng đồng thời, Czeles thuộc thẩm quyền của các giám mục Kraków. Năm 1434, thị trấn chịu sự quản lý của Siewierz. 

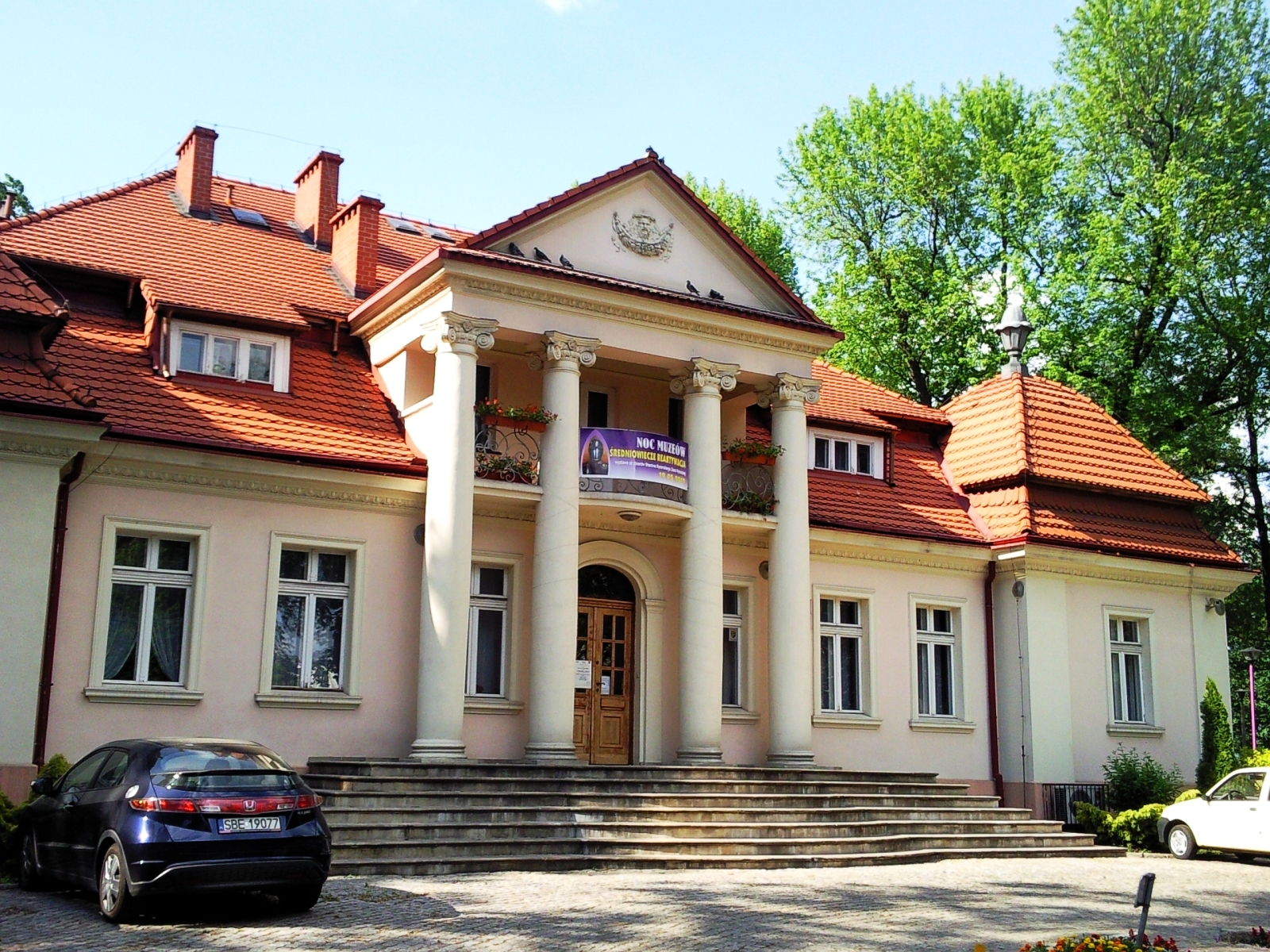
Cung điện Pod Filarami

Năm 1790, Siewierz được sáp nhập vào Khối thịnh vượng chung và Vua Stanisław August Poniatowski đã biến Czeladź thành một thị trấn tự do. Kể từ năm 1815, sau sự phân chia của Ba Lan, Czeladź thuộc về Quốc hội Ba Lan do Nga kiểm soát và nằm ở biên giới giữa tỉnh Silesia và Vương quốc Phổ. Từ những năm 1860, thị trấn bắt đầu trở thành một trung tâm công nghiệp phát triển. Hai mỏ than được đưa vào khai thác là Czeladź (1870) và Saturn (1880), đã thu hút một lượng lớn người lao động ở các khu vực khác đến đây để tìm việc. Những ngôi nhà chung cư thay thế những túp lều bằng gỗ, đường phố được lát đá và các công viên cũng được mở ra nhiều hơn để phục vụ cuộc sống của người dân. Tuy nhiên, từ những năm 1960, nguồn tài nguyên khoáng sản (đặc biệt là than) ngày càng cạn kiệt khiến cho tình trạng thất nghiệp của công nhân tăng cao. Do đó, một số công ty mới đã được thành lập nhằm sử dụng lượng nguồn lao động dư thừa này - Công ty Vận tải Transbud (1969), Công ty Năng lượng Energopol (1970) và Nhà sản xuất Window Erg (1971). 

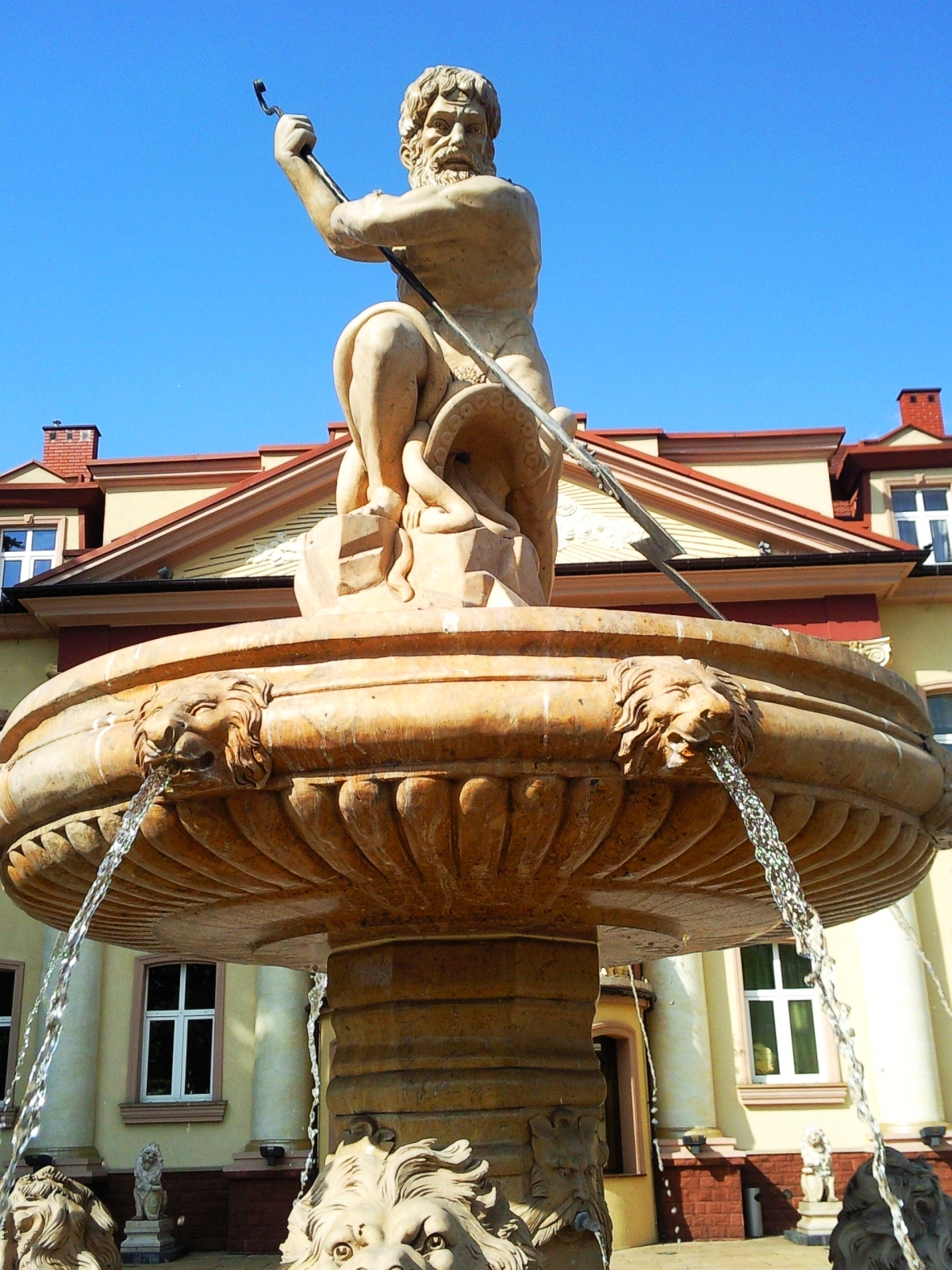
Đài phun nước trước Cung điện Sao Thổ

Vào giữa những năm 1970, một số lượng lớn căn hộ đã được xây dựng tại Czeladź, nhằm đáp ứng nhu cầu của người lao động làm việc tại Katowice Steelworks. Người ta ước tính rằng vào năm 2000, dân số của Czeladź sẽ tăng lên 100.000 người, nhưng sự sụp đổ của hệ thống trong những năm 1980 đã thay đổi những ước tính này.

## Một số địa điểm tham quan nổi tiếng
- Nhà thờ Thánh Stanislaus - được xây dựng từ thế kỷ 17
- Nhà thờ Brethren - được xây dựng từ nửa đầu thế kỷ 17
- Cung điện Pod Filarami - được xây dựng vào năm 1924